# Waltonia (schimmelgeslacht)
Waltonia  is een monotypisch geslacht van schimmels uit de orde Helotiales. De familie is nog niet eenduidig bepaald (incertae sedis). De typesoort is Waltonia pinicola.